# Autoroute A7 (Belgique)
Pour les articles homonymes, voir Autoroute A7.
L'autoroute belge A7 (classée en tant qu'E19 et E42) commence à la fin du ring ouest de Bruxelles. La route E19 descend vers Nivelles, Charleroi, La Louvière, Mons pour finir en France à Paris.
Le trajet entre Mons et l'échangeur avec l'A16 est construit à côté du canal Mons-Condé.
L'entièreté du tronçon fait partie de la E19. De l'échangeur d'Houdeng-Goegnies jusqu'à l'échangeur d'Hautrage, l'autoroute a aussi le statut européen de E42.

## Description du tracé
|     | Dénomination                | Route croisée | Destinations                                                                   | BK   |
| --- | --------------------------- | ------------- | ------------------------------------------------------------------------------ | ---- |
|     | Échangeur de Haut-Ittre     | E19           | Ring de Bruxelles                                                              | 17,6 |
| 18  | Nivelles Nord               |               | Nivelles                                                                       | 21,3 |
|     | Orival                      |               |                                                                                | 22,7 |
| 19  | Nivelles Sud                |               | Nivelles, Wavre                                                                | 28,1 |
|     | Échangeur d'Arquennes       | E420          | Autoroute Nivelles − Charleroi                                                 | 28,1 |
|     | Hubaumont                   |               |                                                                                | 30,0 |
| 20  | Feluy                       |               | Seneffe (dont Feluy), Manage, Braine-le-Comte (Ronquières)                     | 33,6 |
|     | Viaduc de Feluy (160 m)     |               |                                                                                | 33,7 |
|     | Échangeur de Familleureux   |               | Liaison A7 (E19) - La Louvière                                                 | 37,3 |
|     | Besonrieux                  |               |                                                                                | 38,9 |
| 20a | Besonrieux                  |               | Le Rœulx (Mignault), La Louvière (Houdeng-Gœgnies)                             | 39,6 |
|     | Échangeur d'Houdeng-Gœgnies | E42           | Autoroute Mons − Namur − Liège (autoroute de Wallonie)                         | 40,4 |
| 21  | Le Rœulx                    |               | Le Rœulx, La Louvière (Houdeng-Aimeries, Houdeng-Gœgnies, Strépy-Bracquegnies) | 42,8 |
|     | Hauts Bois                  |               |                                                                                | 45,5 |
| 21a | Thieu                       |               | Le Rœulx (dont Thieu, Ville-sur-Haine)                                         | 45,8 |
|     | Échangeur d'Obourg          |               | Ring de Mons (section Est)                                                     | 48,5 |
| 22  | Obourg                      |               | Mons (Obourg, Saint-Denis)                                                     | 49,0 |
|     | Bois du Gard                |               |                                                                                | 53,5 |
| 23  | Nimy-Maisières              |               | Mons (dont Nimy, Maisières), SHAPE                                             | 56,0 |
| 24  | Mons                        |               | Mons (dont Ghlin)                                                              | 59,1 |
| 24b | Les Grands Prés             |               |                                                                                | 60,0 |
|     | Échangeur de Jemappes       |               | Ring de Mons (section Sud)                                                     | 61,1 |
| 25  | Saint-Ghislain              |               | Saint-Ghislain, Boussu (dont Hornu)                                            | 66,2 |
|     | Saint-Ghislain              |               |                                                                                | 68,2 |
|     | Échangeur d'Hautrage        | E42           | Autoroute Mons – Tournai (autoroute de Wallonie)                               | 71,7 |
| 26  | Dour                        |               | Dour, Quiévrain, Hensies, Bernissart (Pommerœul)                               | 73,7 |
|     | Frontière française         | A 2 · E19     | Valenciennes, Paris                                                            | 78,2 |

## Galerie d'images

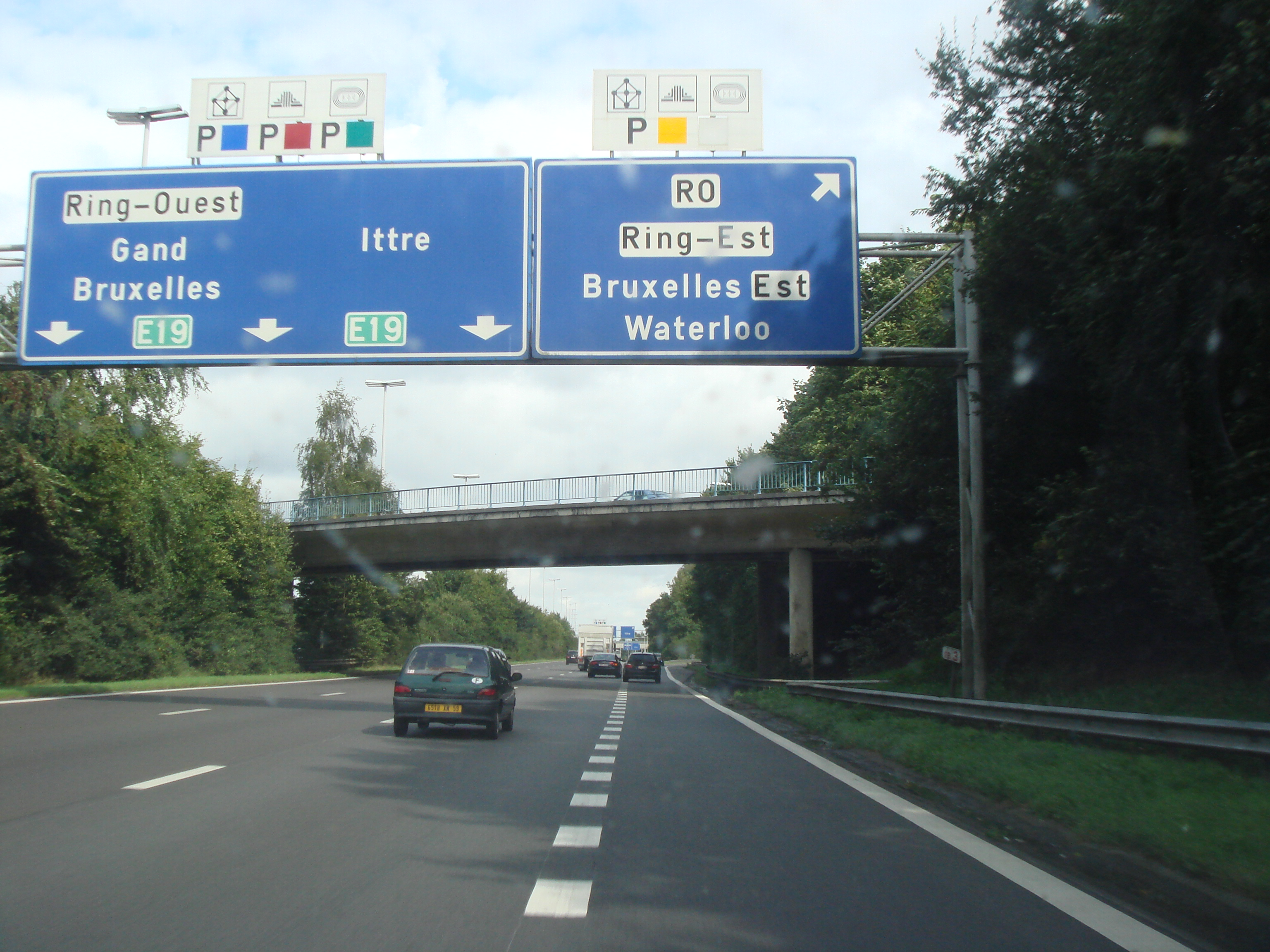
L'A7 commence au niveau de l'échangeur de Haut-Ittre.
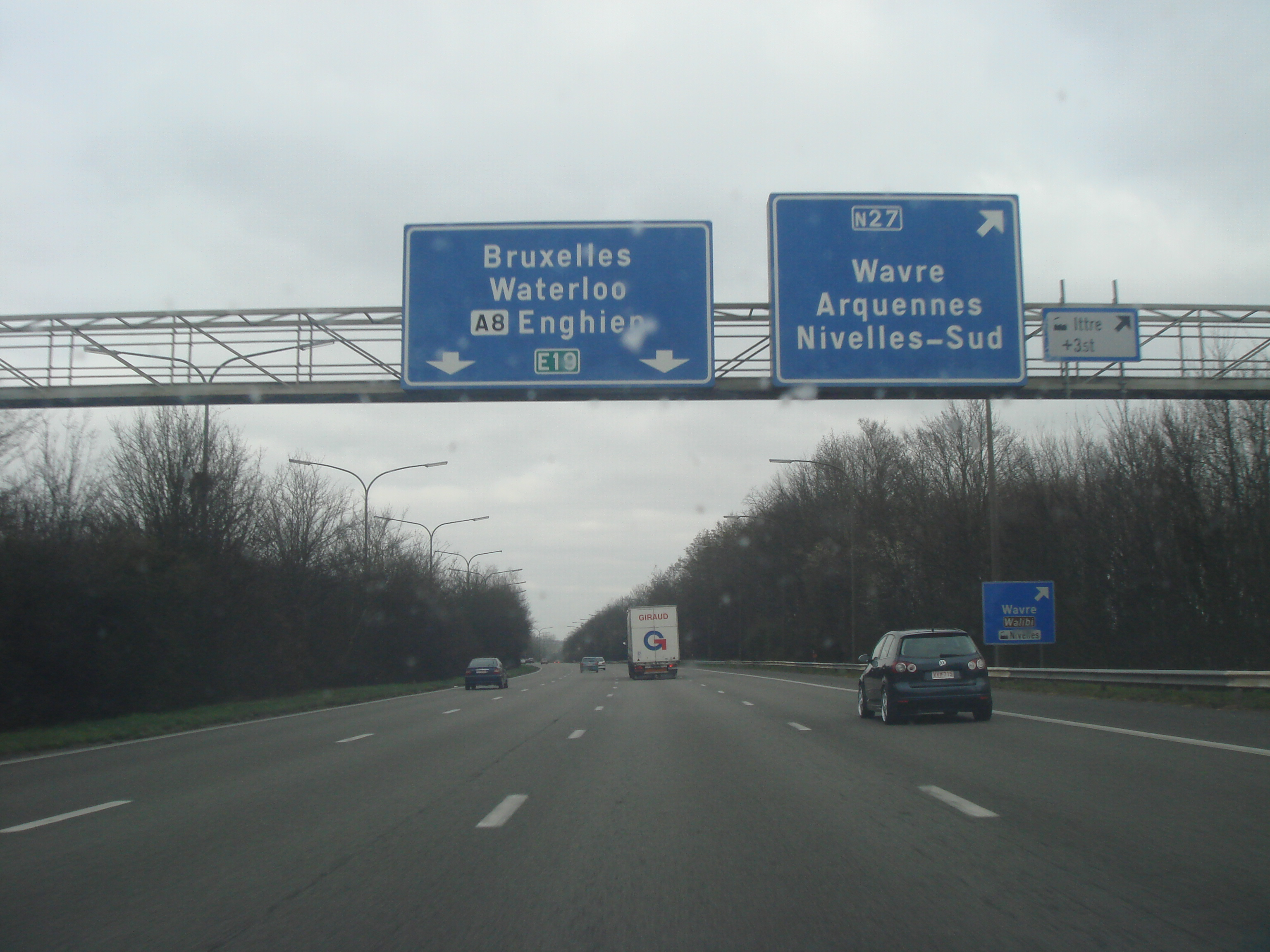
La sortie 19 Nivelles-Sud en direction de Bruxelles.
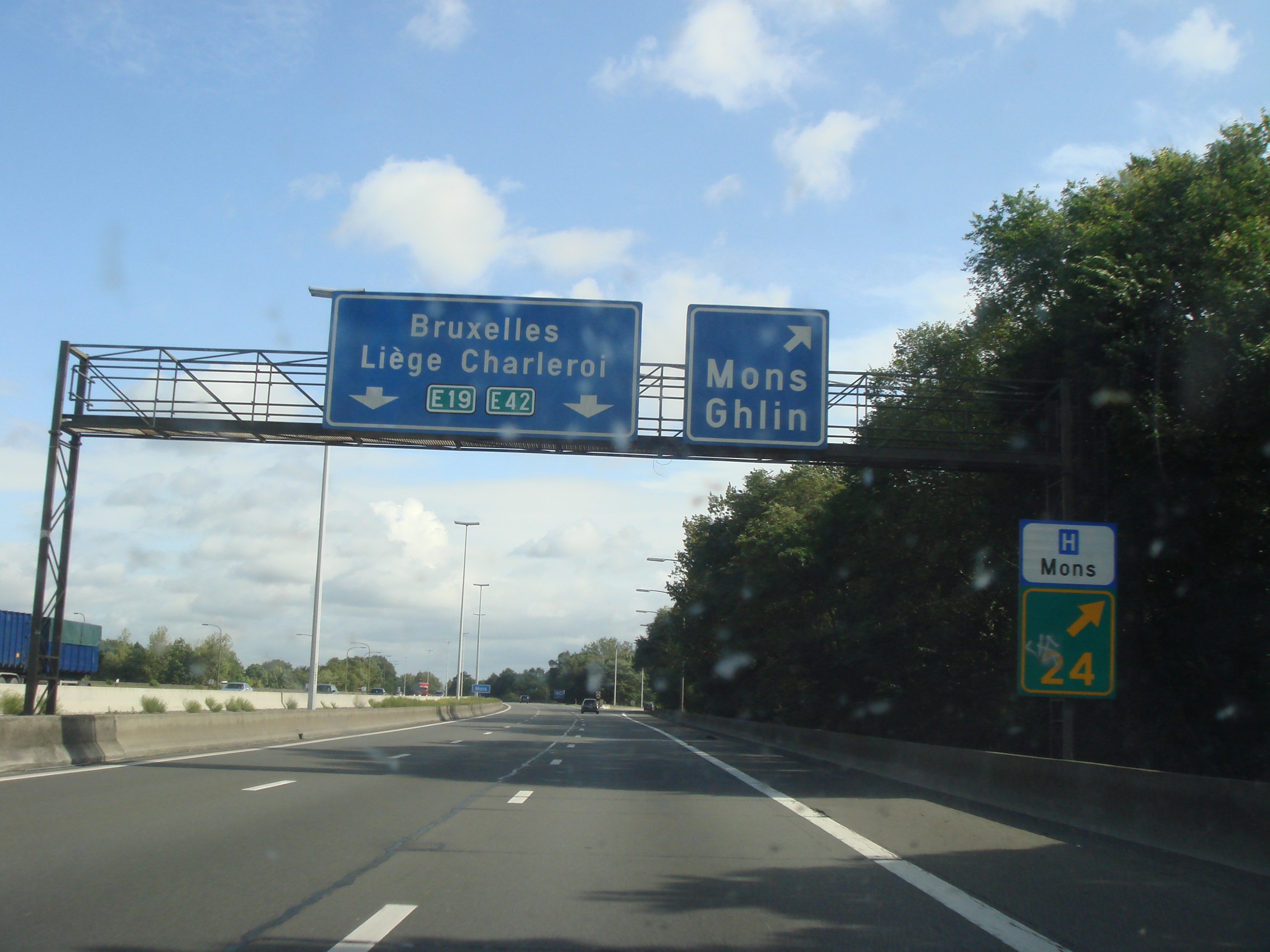
L'autoroute au niveau de la sortie 24 : Mons.